# Недостаточность киназы дегидрогеназы α-кетокислот с разветвлённой цепью
Недостаточность киназы дегидрогеназы α-кетокислот с разветвлённой цепью (недостаточность BCKDK) — заболевание, при котором избыточная активность дегидрогеназного комплекса приводит к недостаточности аминокислот с разветвлёнными боковыми цепями. У пациентов отмечается задержка в развитии, признаки аутизма, развиваются эпилептические приступы.

## Механизм заболевания
Причиной заболевания являются мутации в гене BCKDK, кодирующем киназу дегидрогеназы кетокислот с разветвлённой цепью — фермент, в норме ограничивающий активность дегидрогеназного комплекса разветвлённых α-кетокислот. Потеря контроля вызывает избыточную активность комплекса, усиливая катаболизм аминокислот с разветвлёнными боковыми цепями. Таким образом, метаболически заболевание является противоположностью "болезни кленового сиропа", при которой происходит избыточное накопление аминокислот с разветвлёнными боковыми цепями.

## Терапия
Восполнение запасов аминокислот с разветвлёнными боковыми цепями смягчает симптомы заболевания.

## История
Заболевание было впервые описано в 2012 году у членов трёх не связанных между собой семейств.

## Иллюстрации

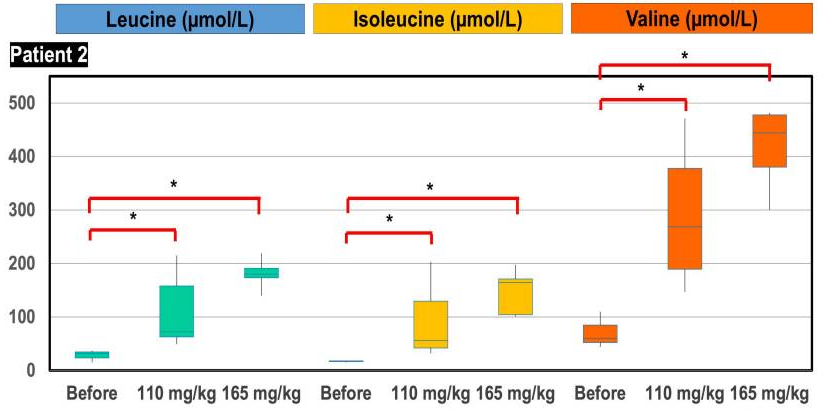
Повышение уровней аминокислот с разветвлёнными боковыми цепями (лейцин, изолейцин, валин) у девочки на фоне восполняющей терапии. За год, прошедший после назначения терапии, девочка была один раз госпитализирована по поводу эпилептического криза (за год, предшествовавший началу терапии — десять раз). Из описания серии клинических случаев, Francois Boemer et al., 2022.

## Внешние ссылки
- Branched-chain keto acid dehydrogenase kinase deficiency - описание заболевания в генетическом каталоге OMIM